# وزارة الخارجية (اليابان)

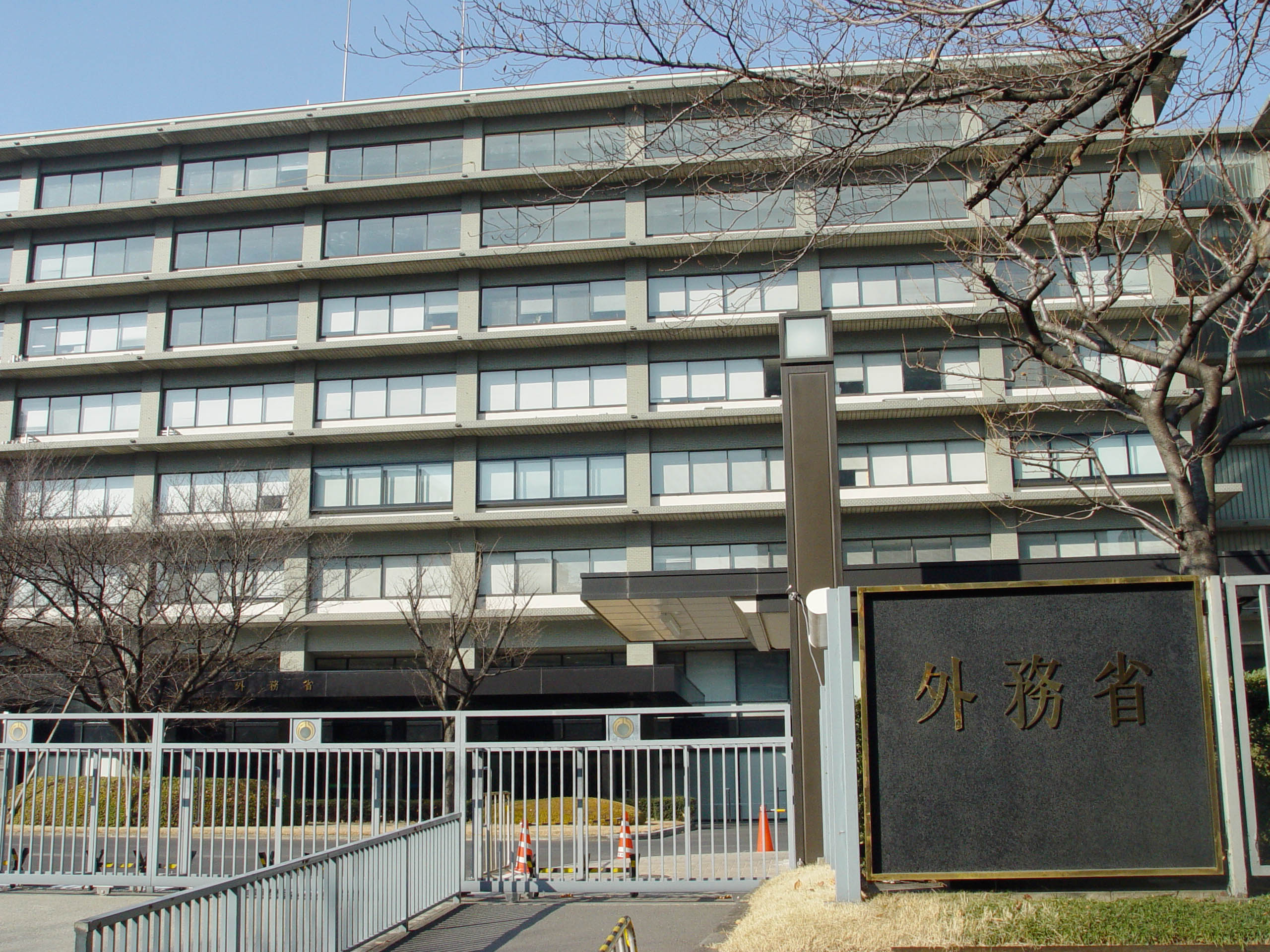
مكتب الوزارة

وزارة الخارجية اليابانية (باليابانية: 外務省 غايموشو) هي وزارة في الحكومة اليابانية مسؤولة عن الشؤون الخارجية في مجلس وزراء اليابان.
بحسب القانون مهمة وزارة الخارجية اليابانية هو تحسين الفائدة العائدة على اليابان والمواطنين اليابانيين من خلال الحفاظ على علاقات سلمية ضمن المجتمع الدولي، ومن خلال نشاط متلهف سواء للوصول إلى بيئة دولية سليمة والحفاظ وتطوير العلاقات الأجنبية.
تأسست وزارة الخارجية في اليابان للمرة الأولى في عام 1885، ويترأس وزارة الخارجية في اليابان حاليا، موتيجي توشيميتسو.

## وصلات خارجية
- الموقع الرسمي لوزارة الخارجية اليابانية (باليابانية)